# Ріанна
Ріа́нна (англ. Rihanna; справжнє ім'я Рóбін Ріáнна Фéнті, англ. Robyn Rihanna Fenty; 20 лютого 1988, Барбадос) — барбадоська співачка, акторка та підприємиця, R&B і попспівачка, композиторка, авторка пісень, філантропка, дизайнерка моди. Амбасадорка культури Барбадосу, надзвичайна та повноважна амбасадорка Барбадосу в США.
Народилася у Сент-Майклі, Барбадос. Ріанна переїхала до США в 16 років, щоб почати кар'єру співачки. Згодом підписала контракт з «Def Jam» після прослуховування у голови лейблу Jay-Z.
2005 року вийшов дебютний альбом Ріанни «Music of the Sun», який досяг 10-ї сходинки американського альбомного чарту Billboard 200, дебютний сингл «Pon de Replay» досяг #2 в аналогічному сингловому чарті Billboard Hot 100.
Через рік Ріанна випустила другий студійний альбом, «A Girl like Me» (2006), який досяг #5 у Billboard 200, а також містить перший #1 сингл співачки «SOS».
Третій студійний альбом Ріанни, «Good Girl Gone Bad» (2007), досяг #2 в альбомному чарті, включає чотири хіти: «Umbrella», «Don't Stop the Music», «Take a Bow» та «Disturbia». «Umbrella» була номінована на Ґреммі, перемогла у номінації «Найкраща пісня в стилі реп» з Jay-Z.
Четвертий студійний альбом «Rated R» вийшов у листопаді 2009 та досяг #4. Завдяки йому світ побачив три сингли, що ввійшли до десятки найкращих: «Russian Roulette», «Hard» і «Rude Boy», яка досягла 1-ї сходинки.
«Loud» (2010), її п'ятий альбом, досяг #3, включає три хіти #1: «Only Girl (In the World)», «What's My Name?» та «S&M».
Пісня «We Found Love» була випущена у вересні 2011 як головний сингл із шостого альбому Ріанни «Talk That Talk», випущений у листопаді 2011. Двома іншими синглами з цього альбому були «Where Have You Been» та «You da One».
У листопаді 2012 року вийшов сьомий альбом співачки під назвою «Unapologetic», який породив всесвітньо відомий хіт «Diamonds». За ним пішли сингли «Stay» за участі Міккі Екко, «Pour It Up» та «What Now». Наприкінці жовтня 2013 року вийшов сингл «The Monster» репера Емінема з участю співачки, а прем'єра відео відбулась 16 грудня того ж року на YouTube. А в січні 2014 року вийшла пісня, а далі й кліп на неї під назвою «Can't Remember To Forget You» в дуеті зі співачкою Шакірою.
На початку 2014 року Ріанна анонсувала випуск нового концептуального альбому до мультфільму Дім, що вийде на початку 2015 року.
Ріанна продала більше 28 млн копій студійних альбомів та 100 млн копій синглів, що робить її однією з найуспішніших артисток та артистів усіх часів. Вона є наймолодшою артисткою в історії чарту Billboard, у якої 10 синглів стали #1. Станом на березень 2010 вона продала близько 7,3 млн копій альбомів, 33,7 млн копій цифрових синглів у США. Журнал Billboard назвав Ріанну «Артистом цифрової ери 2000-х років» і присудив загальне 17 місце серед артистів 2000-х. Співачка отримала міжнародну музичну премію World Music Awards 2007 року в номінаціях «Найбільш продавана співачка в жанрі попмузики» і «Артистка року», а також на церемонії BRIT Awards в категорії «Найкраща міжнародна виконавиця». У неї більше 100 нагород, серед яких 9 Ґреммі, 6 American Music Awards, 22 Billboard Music Awards і спеціальної нагороди Icon Award. Також Ріанна вважається офіційною амбасадоркою культури від Барбадосу.
У 2021 році її статки виросли до 1.7 млрд доларів.

## Біографія

### 1988—2004: дитинство й початок кар'єри

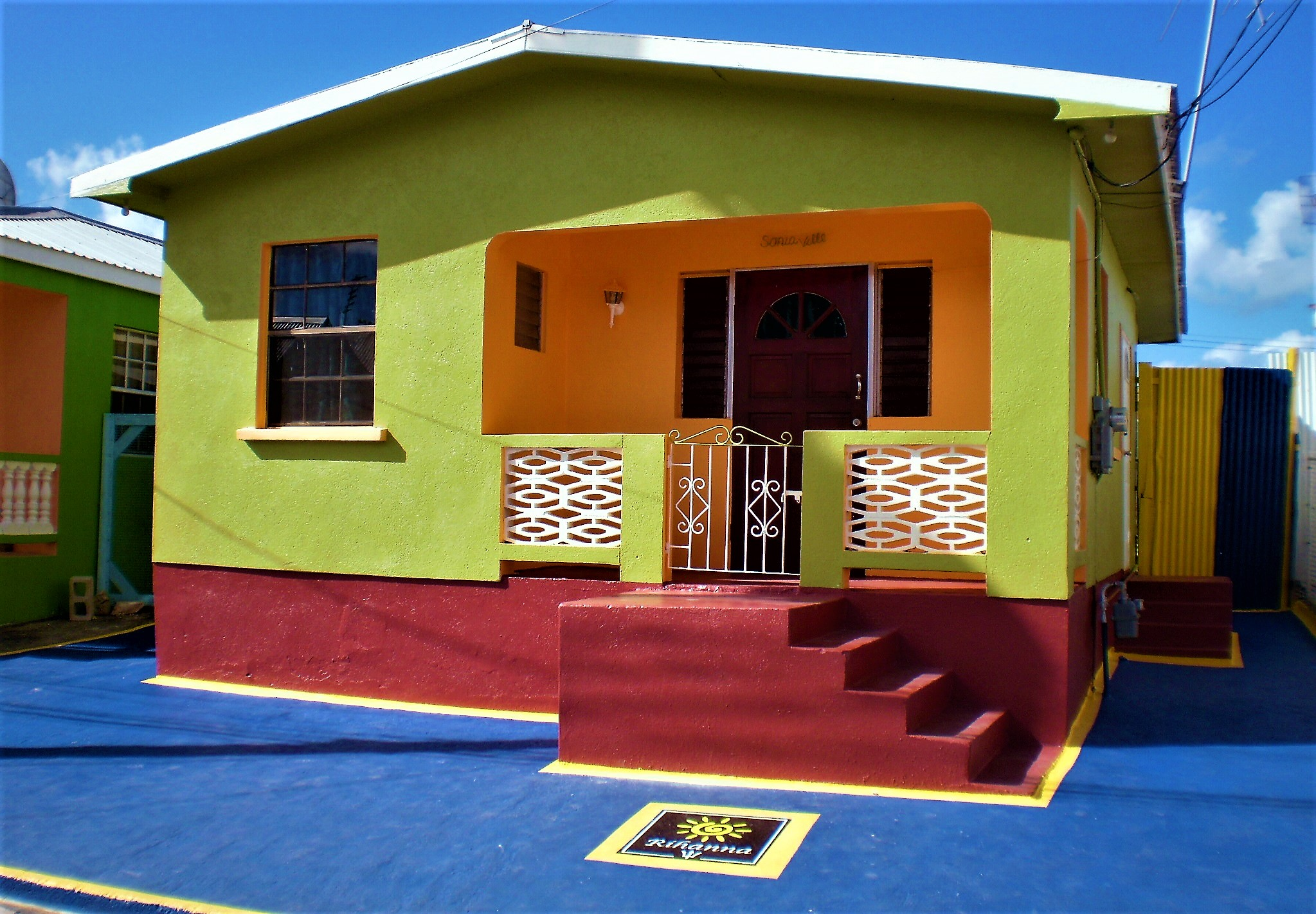
Будинок батьків Ріанни в Бріджтауні, лише за кілька метрів від міської гавані

Народилась 20 лютого 1988 року в окрузі Сент-Майкл, Барбадос. Найстарша дитина Моніки Брейтвейт, відставної бухгалтерки афро-гаянського походження, і Рональда Фенті, інспектора товарного складу на фабриці одягу. Її мати є уродженкою Гаяни, а батько має барбадоське й ірландське коріння. У Ріанни є два молодші брати: Роррі й Раджад Фенті, дві старші сестри й брат з боку батька від різних матерів. Вона виросла під впливом музики регі й почала співати у 7 років. Її дитинство було сильно зачеплене залежністю батька від крек-кокаїну, алкоголю й марихуани; батьки Ріанни розлучились, коли їй було 14, хоча батько залишався частиною її життя. З восьми років і до розлучення батьків Ріанна страждала від тяжких головних болей; лікарі вважали, що в дівчинки пухлина головного мозку, й провели кілька досліджень КТ. Співачка росла в скромному трикімнатному домі в Бриджтауні, і їй доводилось продавати одяг у торговій палатці з батьком. Ріанна вчилась у початковій школі Charles F. Broome Memorial School в Барбадосі, а потім в Combermere School, де утворила музичне тріо зі своїми однокласницями. Також вона була кадеткою у програмі військової підготовки, якої її навчали військові Барбадосу; Шонтель була сержанткоб-інструкторкою Ріанни зі стройової підготовки. Спочатку співачка хотіла закінчити середню школу, але потім вирішила полишити навчання через зайнятість музичною кар'єрою.
У грудні 2003 року Ріанна знайомиться з американським продюсером Еваном Роджерсом через його дружину, з якою він приїхав на вихідні в Барбадос. Ріанна й дві учасниці спільної дівочої групи прийшли на прослуховування до Роджерса в готель. Як зазначає сам Роджерс: «У ту хвилину, коли Ріанна з'явилася в кімнаті, склалося відчуття, ніби двох інших учасниць гурту просто не існувало». На прослуховуванні Ріанна виконала кавер на пісню гурту Destiny's Child — «Emotion». Вражений Роджерс призначив їй другу зустріч, запросивши зробити декілька записів у нью-йоркській студії з Карлом Старкеном, а також хотів познайомитись із матір'ю Ріанни. Після того, як співачці виповнилось 16, вона виграє шкільний конкурс краси Miss Combermere і творчий конкурс, виконавши пісню Мераї Кері — «Hero». Весь наступний рік Ріанна з матір'ю їздили до Роджерса в місто Стемфорд, штат Коннектикут. З допомогою Старкена вона зробила демо-запис, який складався з чотирьох пісень, в яку ввійшла балада «Last Time», кавер-версія пісні Уітні Х'юстон «For the Love of You» і композиція «Pon de Replay», яка стала її першим хітом. Через навчання Ріанна з'являлась у студії тільки на літніх і різдвяних канікулах, тому на створення демо-записів пішов цілий рік.
У 2005 року Роджерс починає роздавати демо-запис Ріанни різним лейблам звукозапису. Одна з копій була відправлена в Def Jam Recordings; A&R-менеджер Джей Браун послухав демо-запис і передав його Jay-Z, президенту компанії в той час. Коли він почув композицію «Pon de Replay», то спочатку віднісся до Ріанни скептично: «Пісня з таким розмахом — велика складність [для нового артиста] запам'ятатись людям, вони будуть згадувати пісню, а не виконавицю. Я підписую контракти не з піснями, а з артистами». Def Jam був першим лейблом, який відповів і запросив Ріанну на прослуховування, де вона заспівала пісню «For the Love of You» для Jay-Z і Антоніо Л. Рейда з Island Def Jam Music Group. Вона підписала контракт у цей же день і скасувала всі зустрічі з іншими лейблами. Після підписання контракту з Def Jam в лютому 2005 року Ріанна переїхала в США й поселилась у Роджерса і його дружини. Вона вибрала своє друге ім'я як сценічний псевдонім.

### 2005—2006: альбоми Music of the Sun і A Girl like Me

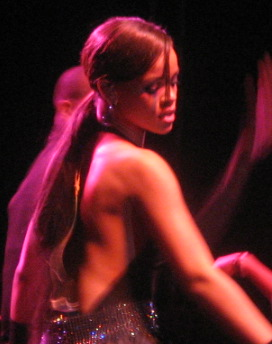
Виступ Ріанни на Jingle Ball в 2005 році

Після підписання контракту з лейблом Def Jam Ріанна провела наступні три місяці в студії, записуючи свій дебютний альбом. У створенні альбому взяли участь продюсери Еван Роджерс, Карл Старкен, StarGate і Poke & Tone. Вона вперше співпрацювала з репером Memphis Bleek для його четвертого студійного альбому 534, який вийшов раніше, ніж її дебютна робота. 22 серпня 2005 року співачка випустила перший сингл «Pon de Replay», який піднявся до другого місця в чартах Billboard Hot 100 і UK Singles Chart. Пісня стала світовим хітом і ввійшла в десятку найкращих синглів у 15 країнах. У серпні 2005 року вийшов дебютний альбом Ріанни «Music of the Sun» на території США. Лонгплей з'явився на 10 місці в чарті Billboard 200 з продажами за перший тиждень 69,000 копій. Альбом розійшовся тиражем 2 млн копій в усьому світі й отримав золоту сертифікацію від Американської асоціації звукозаписувальних компаній.
Її музичний альбом продавався в розділі регі через карибське походження співачки. Альбом отримав змішані оцінки критики. Журнал Rolling Stone поставив 2,5 зірки з п'яти, прокоментувавши: недостатня важливість пластинки, винахідливість і ритмічність синглу з «нічим не видатною вокальною гикавкою і непотрібними прикрасами в пісні», американський R&B видозмінюється перед її «карибською чарівністю». Сел Сінкмані з журналу Slant Magazine описав альбом, як «підлітковий бум R&B-співачок» і сказав щодо основного синглу «Pon de Replay»: «Суміш денсголу й попмузики, яка зобов'язана своїм успіхом пісні „Baby Boy“ Бейонсе». Музичний критик з Entertainment Weekly написав: «Денсгол/R&B дебют наповнений звучанням дешевих музичних інструментів, які ставлять чорні плями в „Музиці сонця“». Другий сингл альбому «If It's Lovin' that You Want» був менш вдалим, ніж «Pon de Replay», зайнявши 36 позицію в США і 11 позицію в чарті Великої Британії. Однак сингл добре зустріли в Австралії, Ірландії й Новій Зеландії, де він зміг увійти в десятку найкращих пісень.
Через місяць після виходу дебютної роботи Ріанна почала запис другого студійного альбому, над яким працювали продюсери Еван Роджерс і Карл Старкен, творча група StarGate, Джонатан Ротем і автор-виконавець Ne-Yo. Під час запису Ріанна виступала на розігріві концертів Гвен Стефані, щоб прорекламувати свій дебютний альбом. Основний сингл «SOS» досяг максимуму на першому місці в чарті Billboard Hot 100, ставши першим хітом Ріанни в Сполучених Штатах Америки. A Girl like Me вийшов у квітні 2006 року, менш ніж за вісім місяців після її дебютної пластинки. Альбом посів п'яте місце в чарті Billboard 200 з продажами за перший тиждень 115,000 копій, отримавши платинову сертифікацію від Американської асоціації звукозаписувальних компаній. A Girl like Me досяг максимуму на першому місці в канадському чарті, на п'ятому в британському й ірландському чартах. Альбом отримав змішані відгуки від музичних критиків; журнал Rolling Stone прокоментував: «Новий альбом подібний на її дебютний, але є більш чудовим продовженням тільки завдяки основному синглу SOS». Музичні критики описали альбом, як запис, що варіюється між сонячним денсголом/даб-попом, клубним хіп-хоп-впливом і надто сентиментальними баладами, орієнтованими на дорослу авдиторію.
Другий сингл «Unfaithful» став відомим світовим хітом, досягнувши найкращої десятки композицій у декількох країнах світу, включно з США (6-те місце в чарті Billboard Hot 100), а також очолив чарти в Канаді, Франції й Швейцарії. Третьому синглу альбому «We Ride» не вдалось повторити успіх першого, однак четвертий сингл «Break It Off» з участю Шона Пола піднявся з 52 позиції на 10, і досяг свого піку 9 місцем у США. Після випуску альбому Ріанна оголосила про початок сольного концертного туру Rihanna: Live in Concert Tour. Потім поїхала в тур з Pussycat Dolls з листопада 2006 до лютого 2007 року до Великої Британії. Також Ріанна знялась в епізодичній ролі в фільмі «Досягни успіху 3: все або нічого», що вийшов 8 серпня 2006 року.

### 2007—2008: новий образ і Good Girl Gone Bad

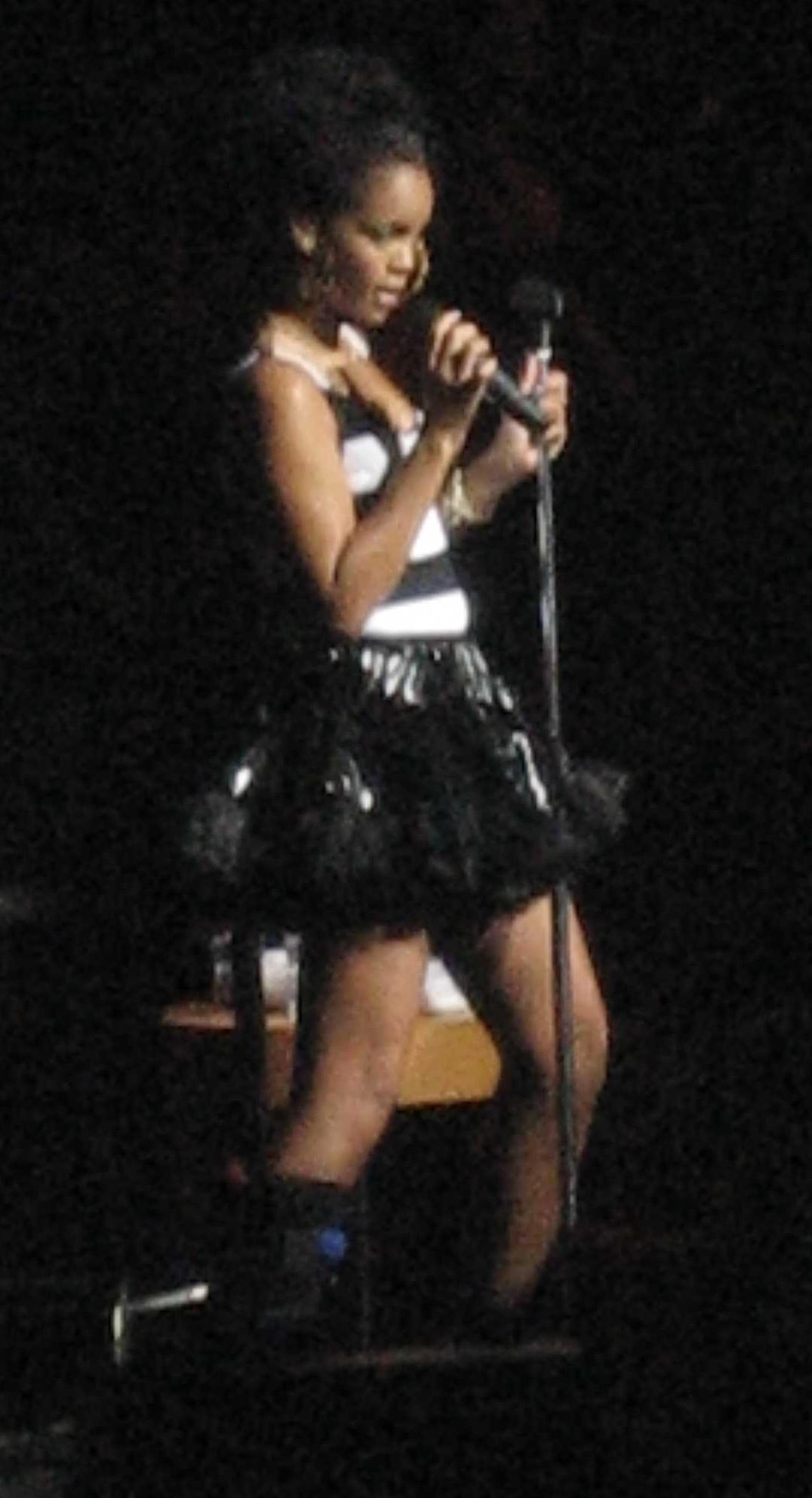
Виступ Ріанни в 2007 році

У роботі над третім студійним альбомом Good Girl Gone Bad Ріанна хотіла рухатися в новому напрямку за допомогою музичних продюсерів Тімбеленда, Will.i.am і Шона Гарретта, змінивши деякі пісні новим, танцювальним звучанням. Під час запису альбому вона обрала більш бунтарський вигляд, пофарбувавши волосся в чорний і зробивши коротку зачіску. Ріанна коментувала: «Я хочу, щоб люди продовжували танцювати і, в цей же час, залишались проникливими […] Кожен відчуває альбом по-різному і, зі свого боку, я хочу зробити багато ритмічних пісень». Альбом очолював чарти в таких країнах, як Велика Британія, Канада, Японія, Бразилія, Росія й Ірландія, а також досяг свого максимуму на другому місці в Сполучених Штатах Америки й Австралії. На відміну від попередніх студійних проєктів, сконцентрованих на денсголі, регі й баладах, характерною рисою Good Girl Gone Bad є звучання в стилі денс-поп. Альбом отримав позитивні відгуки музкритики і став її найуспішнішим проєктом порівняно з попередніми на той час.
Чотири пісні з альбому Good Girl Gone Bad увійшли в трійку найкращих синглів чарту Billboard Hot 100, включно з всесвітньо відомим хітом «Umbrella» з участю Jay-Z, який займав перше місце в британському чарті десять тижнів підряд, ставши найуспішнішим синглом за тривалістю перебування на першому місці після композиції «Love Is All Around» групи Wet Wet Wet, яка провела 15 тижнів на вершині чарту 1994 року. Згідно з журналом Rolling Stone, сингл займає третє місце в списку 100 найкращих пісень 2007 року. Інші сингли альбому: «Shut Up and Drive», «Don't Stop the Music» і «Hate That I Love You» не змогли наблизитися до успіху «Umbrella». Сингл «Don't Stop the Music» посів третє місце в Billboard Hot 100, тоді як в Австралії, Нідерландах, Франції, Німеччині й Швейцарії він досяг першої сходинки. 2007 року Ріанна виграла в номінації Найкраща виконавиця жанру Соул/R&B на церемонії American Music Award.

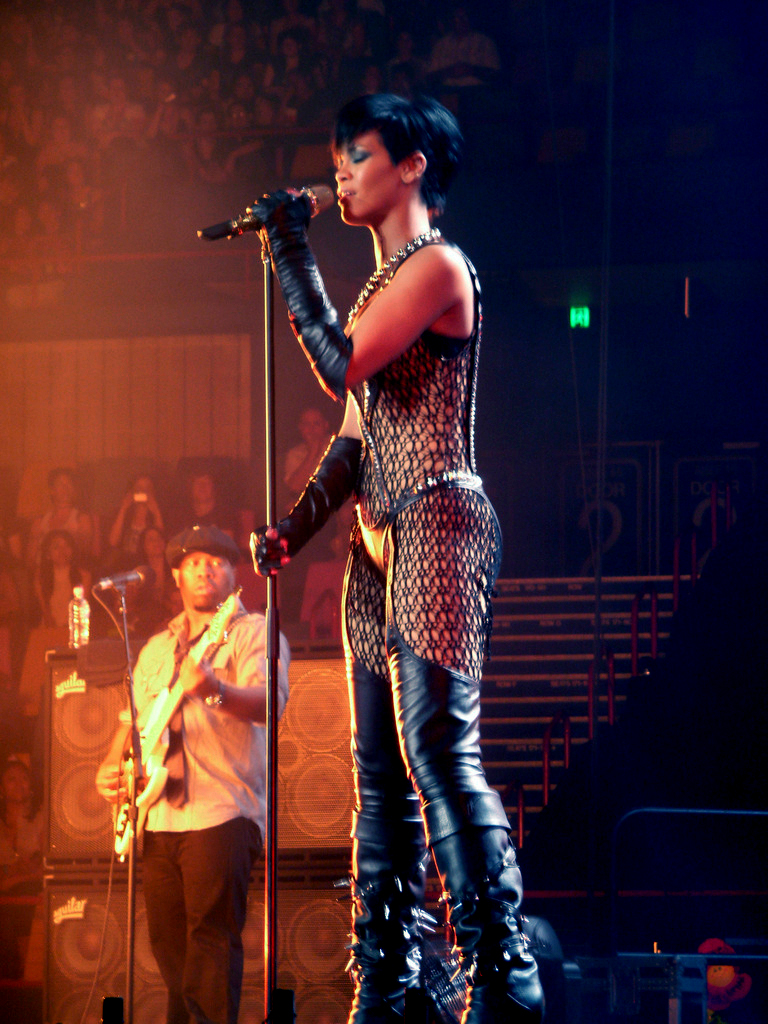
Виступ Ріанни на Brisbane Entertainment Centre

Перевидання третього студійного альбому з оновленою назвою Good Girl Gone Bad: Reloaded вийшло в червні 2008 року й містило три нові пісні. «Take a Bow» — перший сингл із перевидання альбому, який очолював чарти Канади, Великої Британії й США. «If I Never See Your Face Again» — дует із групою Maroon 5 також увійшов у перевидання, як і пісня «Disturbia», яка посіла перше місце в США й Новій Зеландії. Ріанна стала сьомою співачкою, якій вдалось увійти в найкращу п'ятірку синглів із двома різними піснями одночасно: композиція «Disturbia» займала четверте місце, тоді як її попередній сингл «Take a Bow» був на другому. Співачка виступила як запрошена виконавиця в пісні репера T.I. — «Live Your Life». Композиція досягла максимуму на першому місці в Billboard Hot 100 і стала п'ятим супер-хітом Ріанни в цьому чарті після «SOS», «Umbrella», «Take a Bow» і «Disturbia». Пізніше вийшов Good Girl Gone Bad: The Remixes, який містив ремікс-версії пісень з оригінального альбому. Good Girl Gone Bad продався у кількості більше двох мільйонів копій у США й отримав подвійну платинову сертифікацію від Американської асоціації звукозаписувальних компаній (RIAA); на даний момент, це найпродаваніший альбом у кар'єрі Ріанни в цій країні.
Співачка отримала чотири номінації на церемонії MTV VMA 2007, отримавши перемогу в двох із них: Найкращий сингл року й Відео року. На 50-й церемонії «Греммі» Ріанна здобула нагороду за Найкращу спільну роботу в стилі реп, а також п'ять інших номінацій, включно з Найкращим записом року, Найкращим танцювальним записом, Найкращим вокальним R&B виконанням дуетом чи групою й Найкращою R&B піснею. 12 вересня 2007 року з метою реклами альбому, Ріанна почала концертний тур Good Girl Gone Bad Tour, що пройшов у Сполучених Штатах Америки, Канаді й Європі, потім 16 квітня 2008 року вона взяла участь у концертному турі Каньє Веста — Glow in the Dark Tour спільно з Лупе Фіаско і N.E.R.D.. На церемонії American Music Awards 2008 року Ріанна отримала перемогу в двох номінаціях: Найкраща виконавиця жанру Поп/Рок і Найкраща виконавиця жанру Соул/R&B. У грудні Марго Уотсон у газеті Entertainment Weekly написала статтю з назвою «Ріанна: Діва року», посилаючись на вибух популярності співачки в 2008 році.

### 2009—2010: справа про домашнє насильство і Rated R

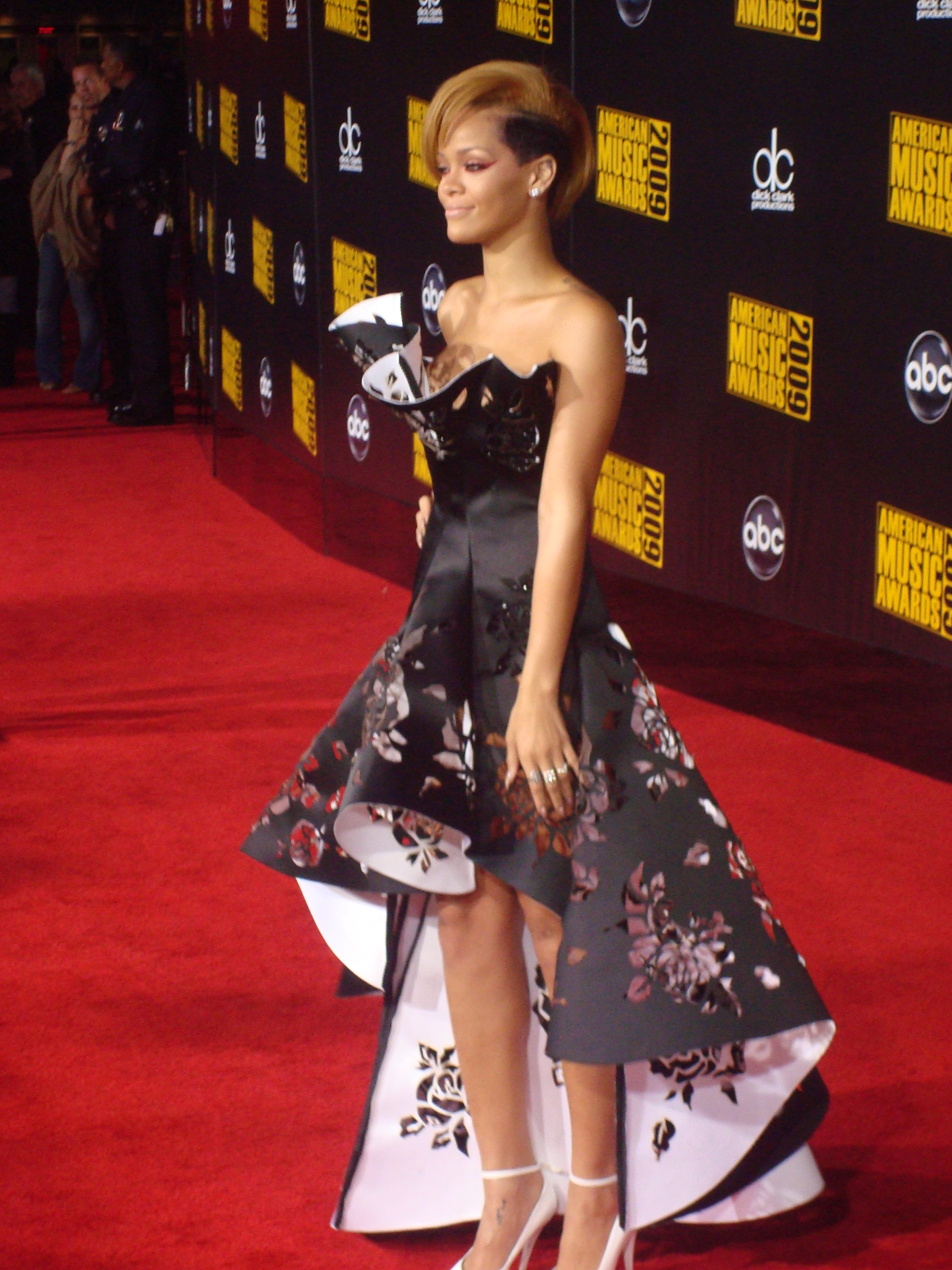
Ріанна на червоній доріжці AMA в 2009 році

8 лютого 2009 року запланований виступ Ріанни на 51-й церемонії вручення музичних нагород «Греммі» був скасований. Згідно з офіційним повідомленням, її ексбойфренд, співак Кріс Браун був заарештований через підозру в скоєнні кримінальних дій. 5 березня 2009 року Брауну були пред'явлені звинувачення в нападі й погрозах. На фотографіях із поліцейського управління Лос-Анджелеса, опублікованих на сайті TMZ.com, було видно, що Ріанна отримала поранення; організація STOParazzi запропонувала ухвалити закон, названий на честь співачки «Закон Ріанни», згідно з яким «службовці правоохоронних органів не мають права розповсюджувати фотографії чи будь-яку іншу інформацію щодо жертв злочинів».
Уперше після лютневих подій Ріанна з'явилась як центральна персонажка у кліпі Каньє Веста «Paranoid». Вона також співпрацювала з Джей-Зі і Каньє Вестом при запису пісні «Run This Town», що досягла другого рядка в чарті Billboard Hot 100, зайняла високі позиції в десяти країнах світу та перемогла у двох номінаціях на Греммі.
Четвертий студійний альбом співачки, Rated R, вийшов 23 листопада 2009 року. Журнал Rolling Stone дав позитивну оцінку альбому, вказавши, що «Ріанна змінила своє звучання, випустивши один із найкращих альбомів року». Rated R дебютував із четвертого рядка чарту Billboard 200 і отримав статус платинового від Асоціації Звукозаписувальної Індустрії Америки за продаж одного мільйона копій. Перші три сингли з альбому: «Russian Roulette», «Hard» і «Rude Boy» досягли Top-10 чарту Billboard Hot 100.

### 2010—2012: альбоми Loud і Talk That Talk

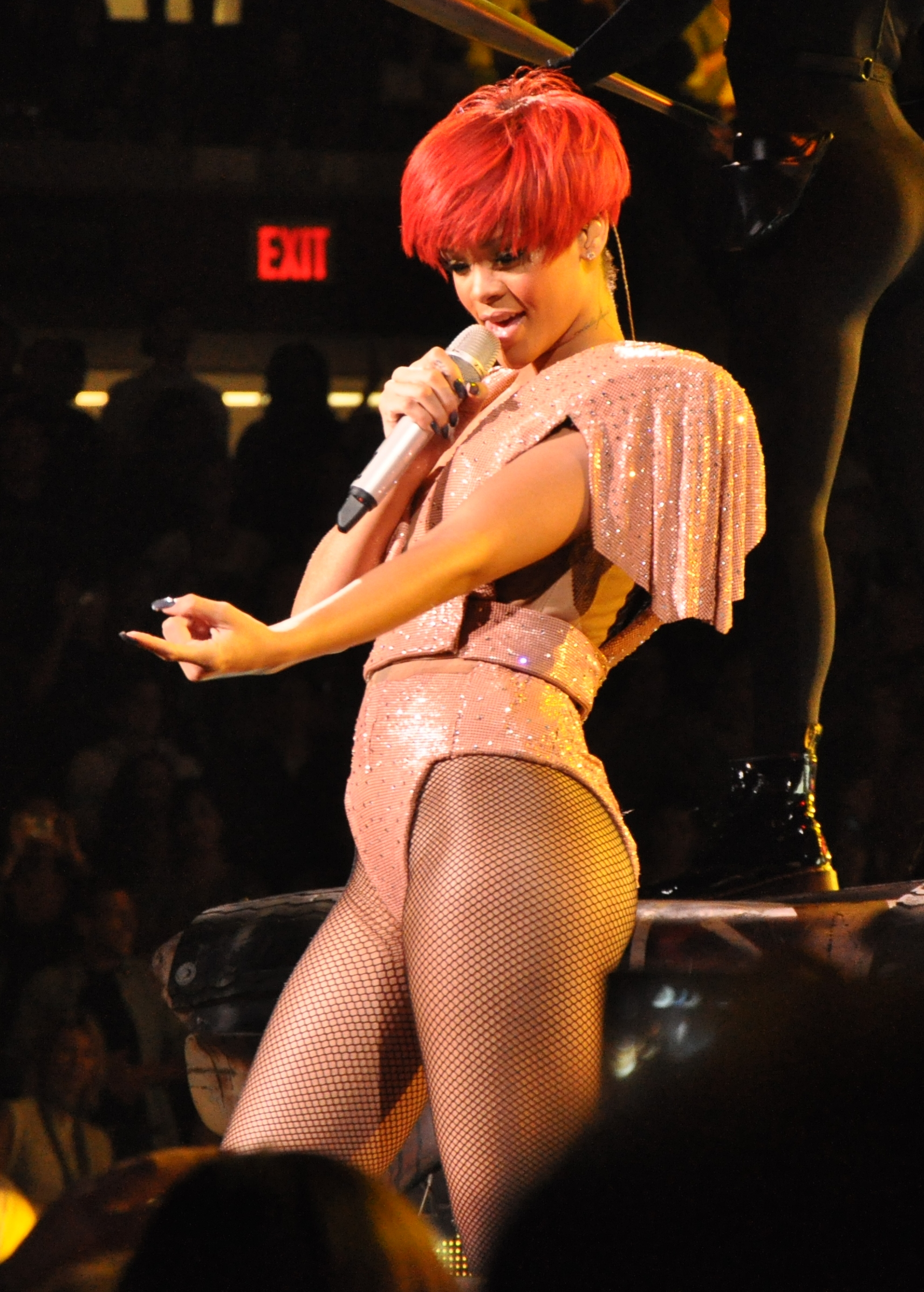
Виступ Ріанни на Last Girl On Earth Tour

У січні Ріанна виграла дві нагороди на церемонії Barbados Music Awards в номінаціях «Артист десятиліття» й «Пісня десятиліття» за композицію «Umbrella». На церемонії NRJ Music Awards вона отримала титул «Міжнародної співачки року». Протягом літа Ріанна і репер Емінем працювали над піснею «Love the Way You Lie», яка пізніше стала хітом #1 у чарті США Billboard Hot 100, а також в інших країнах, включно з Австралією, Канадою, Ірландією, Новою Зеландією, Норвегією і Швецією. Пісня стала сьомим синглом першої величини в кар'єрі Ріанни, що зробило її п'ятою серед співачок за кількістю хітів #1 в історії чарту Hot 100. У серпні воскова фігура Ріанни була представлена в Музеї мадам Тюссо в Вашингтоні. Тоді ж вона брала участь у записі пісні Каньє Веста «All of the Lights» для його п'ятого студійного альбому «My Beautiful Dark Twisted Fantasy». В інтерв'ю для MTV News Ріанна заявила, що «полюбила» пісню, але також брала участь у записах і для інших артистів(-ок), як-от Аліша Кіз, Джон Ледженд, Fergie й Елтон Джон. 19 жовтня Ріанна випустила однойменну книгу й оголосила, що розірвала контракт із менеджером Марком Джорданом, якого замінить представник лейблу Roc Nation — Jay-Z. Вона також створила власну компанію Rihanna Entertainment, в якій «об'єднує весь свій бізнес, включаючи музику, фільми, парфумерію, моду і книговидавництво».
16 листопада 2010 року Ріанна випустила п'ятий студійний альбом Loud, який посів третє місце в чарті Billboard 200 з продажами 207 000 копій за перший тиждень, що є найкращим результатом тижневих альбомних продажів у кар'єрі Ріанни. Основний сингл «Only Girl (In the World)» досяг свого піку на першій сходинці Billboard Hot 100, а також в Австралії, Канаді й Великій Британії. Пісня здобула нагороду Найкращий танцювальний запис на 53-й щорічній церемонії вручення нагород «Греммі». Другий сингл «What's My Name?» з участю канадського репера Дрейка очолив чарти США й Великої Британії, Billboard Hot 100 і UK Singles Chart відповідно. Хоча це був другий сингл з альбому «Loud», він досяг вершини чарту раніше за перший — «Only Girl (In the World)», що було вперше, коли дебютний сингл альбому очолив чарт Hot 100 після лідерства другого. Її третій міжнародний сингл «S&M» з участю Брітні Спірс повторив успіх двох попередніх пісень, зробивши Ріанну наймолодшою виконавицею за всю історію чарту, якій вдалось з'явитися на вершині чарту десять разів. Пізніше було випущено два наступних сингли «Man Down» і «California King Bed». Останній сингл альбому «Cheers (Drink to That)» піднявся до сьомого місця в Hot 100. У червні 2011 року Ріанна відкрила свій міжнародний концертний тур Loud Tour для промоції альбому.

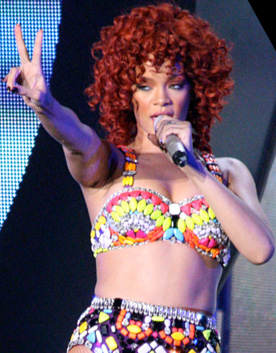
Виступ Ріанни в рамках Loud Tour

У жовтні 2011 року вийшло дві пісні з участю Ріанни: «Princess of China» з альбому групи Coldplay — Mylo Xyloto і «Fly» з альбому Нікі Мінаж — Pink Friday. Протягом місяця співачка з'явилась як запрошена членкиня журі на американському реаліті-шоу The X-Factor. Шостий студійний альбом Ріанни Talk That Talk вийшов 21 листопада 2011 року в двох версіях: Стандарт і Де-люкс. 22 вересня 2011 року відбулась радіо-прем'єра основного синглу «We Found Love», який цього ж дня став доступним у комерційну реалізацію через iTunes. Після того, як композиція «We Found Love» досягла 9 місця в чарті США, Ріанна стала найшвидшою серед сольних виконавців в історії Hot 100, двадцять синглів яких увійшли в першу десятку, тим самим побивши рекорд встановлений раніше Мадонною. Пізніше пісня стала одинадцятим хітом #1 Ріанни в чарті Billboard Hot 100. 11 листопада вийшов другий сингл «You da One», а знімання музичного відеокліпу в Лондоні відбулось наприкінці 2011 року. Ріанна є найпродаванішою співачкою 2011 року у Великій Британії, перевершивши Адель за кількістю проданих синглів на 6,000 копій. У квітні вийшов новий сингл Ріанни Where Have You Been. Прем'єра кліпу відбулась 30 квітня 2012 на VEVO. Where Have You Been отримав успіх, ставши #5 в США, #6 в Англії та потрапивши до десятки найкращих більш як 10 чартів світу.

### 2012—2013: акторська кар'єра та Unapologetic
Ріанна взяла участь у зніманні фільму Пітера Берга — Морський бій, який вийшов у світ 12 квітня 2012 року. Прем'єра фільму в Україні відбулась 19 квітня 2012 року. Однак і фільм, і акторська гра співачки не мали успіху. За це вона виграла в номінації на Золоту малину за Найгіршу жіночу роль другого плану, проте здобула нагороду в номінації Вибір підлітків (Teen Choice Awards).

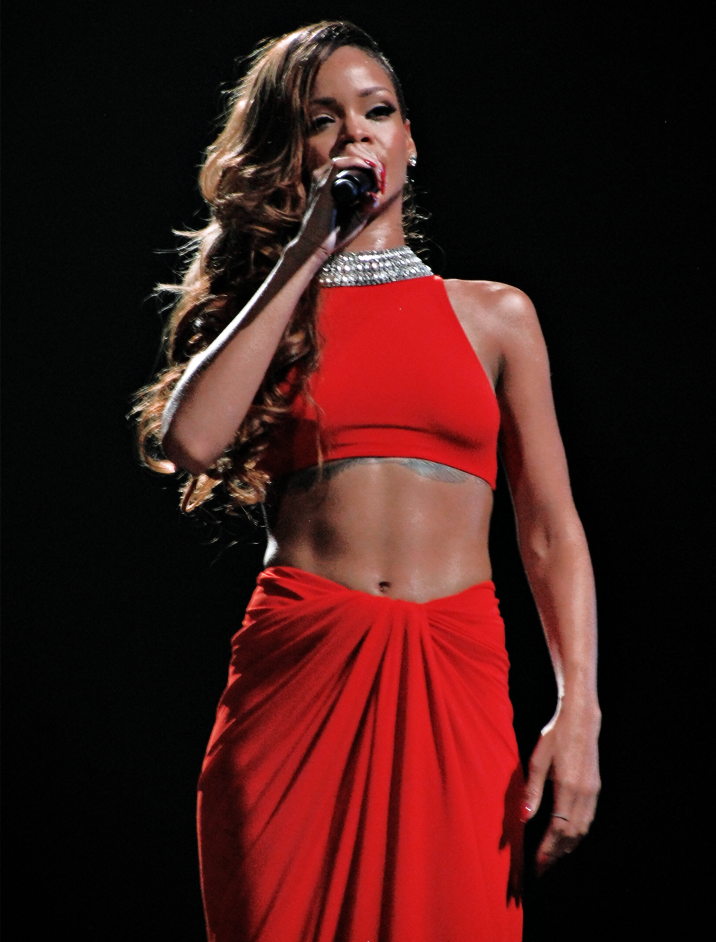
Виступ Ріанни під час Diamonds World Tour

26 вересня 2012 року Ріанна випустила перший сингл під назвою «Diamonds» зі свого сьомого альбому. Слова пісні написала австралійська співачка Sia, а продюсерами були Benny Blanco і StarGate. У листопаді 2012 року вийшов сьомий альбом співачки Unapologetic. До альбому увійшли 5 синглів: «Diamonds», «Stay», «Pour It Up», «Right Now» і «What Now». Diamonds посів 1 місце в Billboard Hot 100, Stay дістався 3 сходинки, решта синглів також були достатньо успішними в чартах. На всі сингли, крім пісні «Right Now», були зняті відеокліпи. На 56-й щорічній церемонії вручення нагород «Греммі» сьомий студійний альбом Ріанни «Unapologetic» став «Найкращим альбомом у стилі Urban Contemporary» і приніс співачці сьому статуетку.
4 липня 2013 року перегляди музичного відео «Umbrella» подолали поріг в 100 млн переглядів, а це означає, що Ріанна отримала свою 14-ту сертифікацію від Vevo. За ним того ж місяця бар'єр в 100 млн переглядів перетнуло відео «Take a Bow», а наприкінці листопада того ж року — музичне відео «Hate That I Love You». 24 листопада 2013 року відбулась церемонія нагородження премії American Music Awards. Співачка отримала першу в історії премії AMA нагороду «Icon Award» за внесок у музичну індустрію. Також Ріанна здобула перемогу в номінації «Найкраща R&B/соул-співачка».
У листопаді стало відомо про те, що Ріанна й Емінем записали вже четверту за рахунком дуетну композицію — «The Monster». На неї випустили кліп, прем'єра якого відбулась 16 грудня на YouTube. Треку «The Monster» вдалось очолити чарт Billboard Pop Songs. Таким чином, аж 11 синглів Ріанни були на вершині цього чарту, що є рекордним показником. «The Monster» також потрапив на 1-ше місце авторитетного чарту Billboard Hot 100. Це дозволило співачці стати на один рівень із Майклом Джексоном, в обох виконавців по 13 синглів, яким вдалося підкорити цей чарт.

### 2014— нині: Anti та світове турне

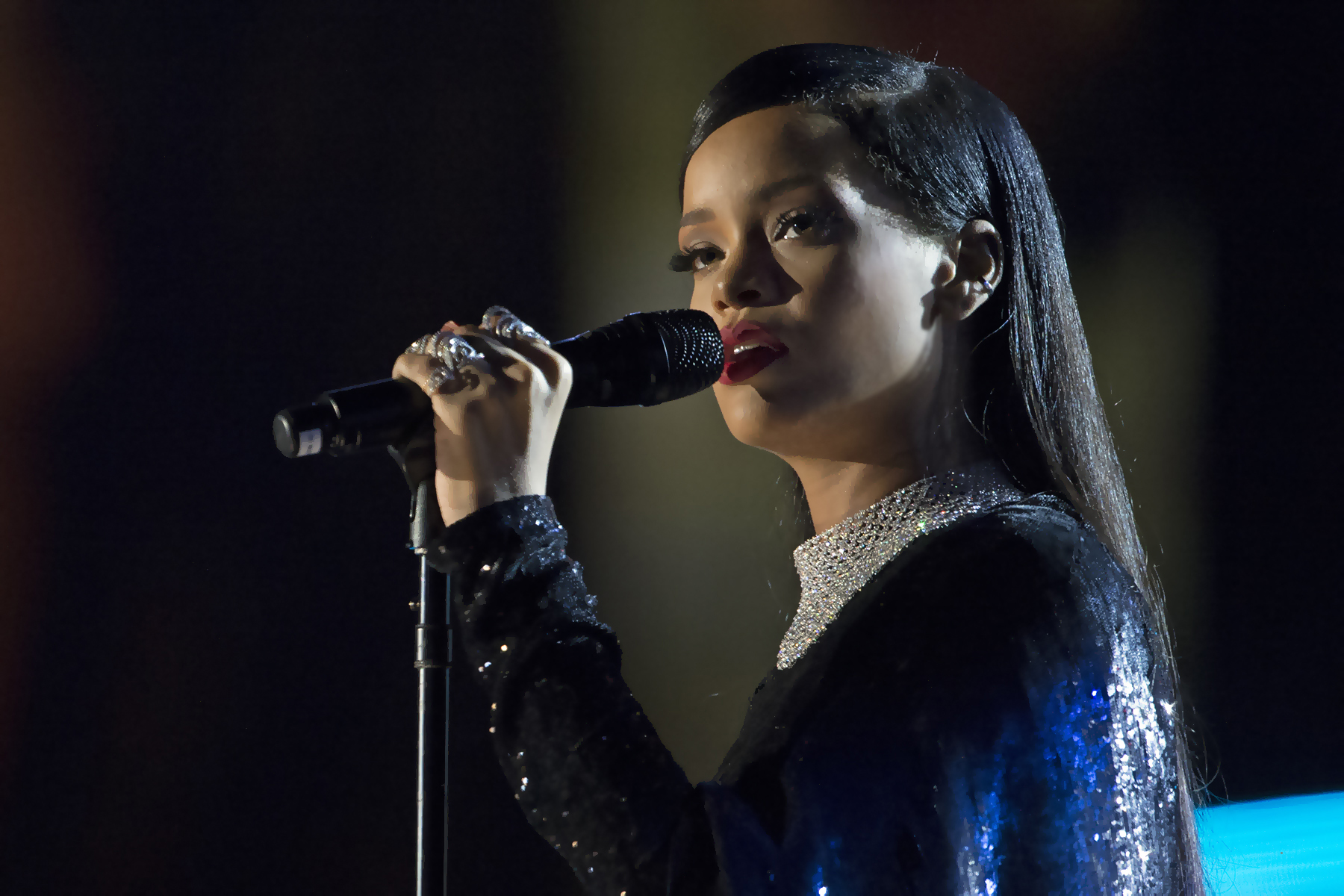
Виступ Ріанни у Вашингтоні в листопаді 2014

У грудні 2013 року підтвердились чутки й про інший дует співачки — з Шакірою. Прем'єра композиції «Can't Remember To Forget You» відбулась 14 січня 2014 року, а прем'єра відеокліпу — 30 січня. Вона стала лід-синглом із нового альбому Шакіри. У серпні відбувся тур The Monster Tour в дуеті з Емінемом, під час якого обидва виконавці прийняли виклик в Ice Bucket Challenge. Також на кінець року був запланований вихід концептуального альбому до мультфільму Дім. Також надійшла інформація, що продюсер Юнг Берг написав для Ріанни пісню «All night». Канадська співачка Kiesza у своєму інтерв'ю повідомила, що написала 3 пісні для нового альбому Ріанни.
24 січня 2015 року відбулась прем'єра нового синглу «FourFiveSeconds», записаного спільно з Каньє Вестом і Полом Маккартні.
22 листопада 2015 року на премії American Music Awards, Ріанна перемогла в номінації «Найкраща Соул/R&B співачка». Це рекордна (для будь-якого артиста) п'ята перемога Ріанни в цій номінації.

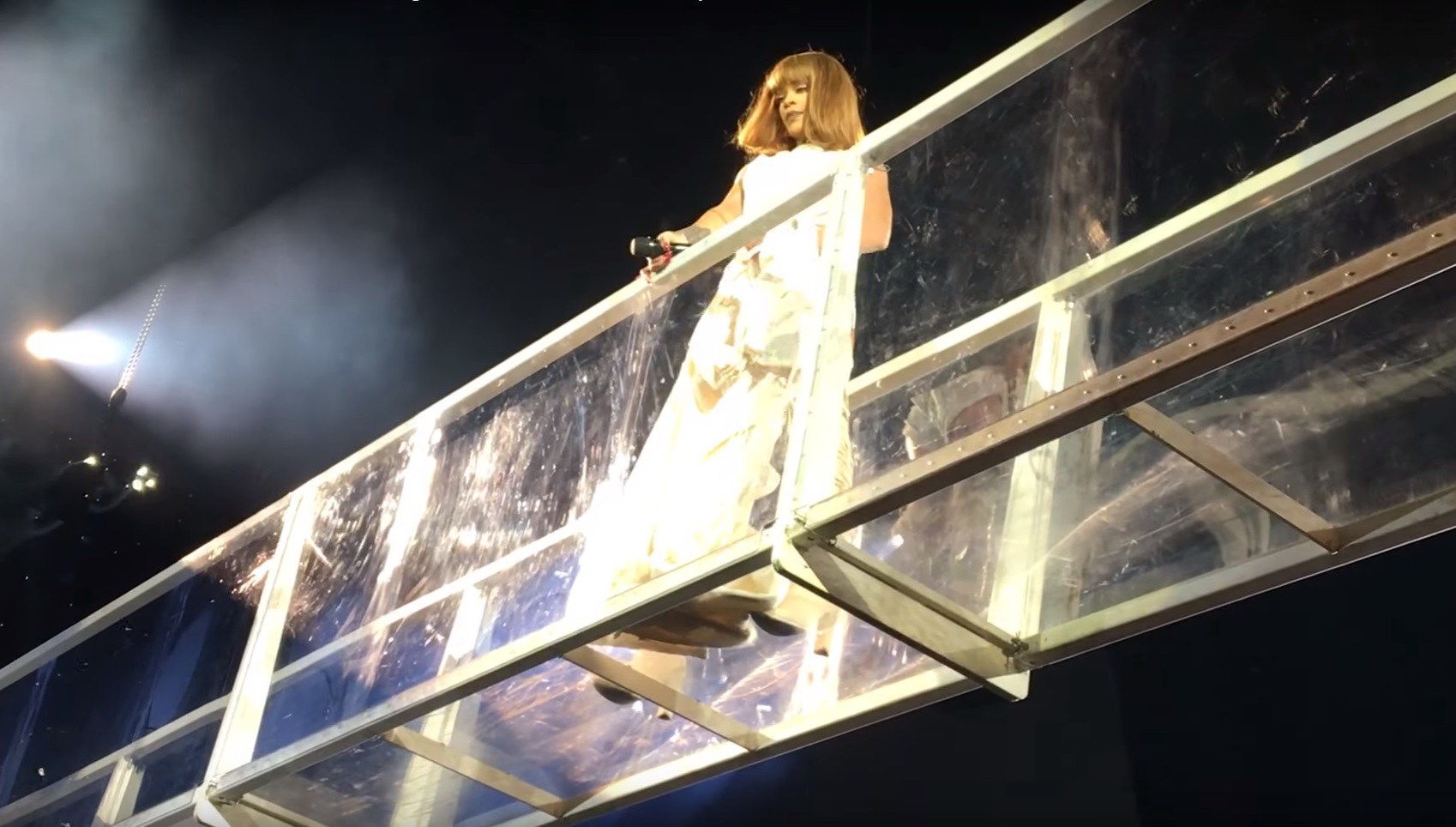
Виступ Ріанни під час Anti World Tour

28 січня 2016 року відбулась прем'єра нового, восьмого, альбому Anti, звукозаписними компаніями Roc Nation і Westbury Road. Реліз платівки кілька разів відкладався протягом 2015 року і супроводжувався багатьма спекуляціями в ЗМІ стосовно його запису і промокампанії. Перед виходом альбому було випущено три пісні: «FourFiveSeconds», «Bitch Better Have My Money» і «American Oxygen», які в фінальний трек-лист Anti не ввійшли. Прем'єра Anti відбулась на сервісі потокового відтворення Tidal. Слухачі могли повністю прослухати і завантажити альбом безкоштовно. Завдяки даній акції Anti був завантажений із сайту мільйонним тиражем за перші 14 годин із моменту випуску, а саму платівку прослухали більш як 13 млн разів за добу, що стало своєрідним рекордом. Альбом отримав платиновий сертифікат від RIAA на другий день із моменту релізу. Одночасно з цим співачці вручили сертифікат як єдиному артисту в історії, який продав 100 млн копій своїх пісень. На другий тиждень після дебюту Anti очолив щотижневий альбомний чарт Billboard 200.
Першим синглом з альбому стала композиція «Work», записана спільно з канадським репером Дрейком, яка внаслідок стала чотирнадцятим хітом співачки, який очолив американський хіт-парад Billboard Hot 100.
30 квітня 2016 року сингл «Work», пробувши на першому місці 9 тижнів підряд, дозволив Ріанні досягнути показника в 60 тижнів на першому місці Hot 100 за сумою всіх її чотирнадцяти чарттоперів і обійти легендарну групу The Beatles за цим показником (59 тижнів лідерства в США у британського квартету) і вийти на друге місце після рекордсменки Мераї Кері (сингли якої провели 79 тижнів на позиції № 1).

У квітні 2016 Ріанна знялася для обкладинки британського глянцевого журналу Vogue вже вдруге. У номері була представлена спільна колекція взуття від Ріанни і Manolo Blahnik, що отримала назву «Denim Desserts». Взуття було створене за мотивами татуювань Ріанни.
Ці чоботи дуже небезпечні! Якщо ви збираєтеся повернутися додому в своє ліжко, не носіть їх! Вас викрадуть разом із цими чобітьми. Вони — суцільна неприємність.
— жартома написала Ріанна напередодні виходу колекції.
У жовтні 2022 року артистка вперше за 6 років презентувала композицію під назвою «Lift Me Up», яка стала саундтреком до фільму «Чорна пантера: Ваканда назавжди».

## Бізнес та статки
У 2021 році журнал Forbes заніс Ріанну до переліку найбагатших людей у світі в різних сферах. Статки співачки склали 1.7 млрд доларів. Таким чином, за статками вона стала першою в рейтингу співачок. У категорії «шоу бізнес» Ріанна стала другою (перше місце посідає Опра Вінфрі). Також вона займає 16-е місце в списку «Найбагатші жінки-підприємиці Америки». Адже співачка заробила більшість статків не завдяки виступам та музичній діяльності, а завдяки бізнесу. Зокрема, 50 % статків забезпечує косметична компанія Fenty Beauty, ще частину — бренд спідньої білизни Savage x Fenty (Ріанні належить частка компанії).

## Особисте життя
2009 року 19-річний хіп-хоп-виконавець Кріс Браун, з яким тоді зустрічалась 21-річна Ріанна, побив її і втік з місця злочину, хоча пізніше добровільно з'явився у відділок. На слуханні справи спочатку заперечував свою вину, але суд визнав його винним і засудив до суспільних робіт і п'яти років умовно. Через деякий час після вироку і покарання Браун розкаявся і публічно просив пробачення в колишньої.
Після того трагічного епізоду, Ріанна витатуювала маленькі пістолети на ребрах і напис на ключиці «Never a failure, always a lesson», що українською дослівно перекладається як "Ніколи не помилка, завжди урок" (близький за сенсом до українського прислів'я: "На помилках вчаться"). Вона має й інші татуювання, серед яких написи (санскритом, арабською і англійською, дата народження найкращої подруги, візерунок маорі, єгипетська богиня Ісіда, присвячена покійній бабусі Кларі «Доллі» Брейтвейт, яка померла 1 липня 2012 року від раку, та Нефертіті. А також зображення племені Маокі на руці, яке вона зробила 2014 року під час туру Новою Зеландією.
Ріанна також зустрічалась із гравцем Los Angeles Dodger Меттом Кемпом і з баскетболістом Джей Ар Смітом. Публічно з'являлася зі співаком Дрейком. 2011 року в пресі з'явилась інформація про стосунки зі співаком Ашером, але у жовтні 2012 року Ріанна поновила стосунки з Брауном, котрий все ще був під забороною наближатися до неї у справі про домашнє насильство. У травні 2013 року Ріанна знову розійшлася з ним. У грудні 2018 року стало відомо про стосунки співачки з саудівським мільярдером Хасаном Джамілем, з яким вона до цього зустрічалась у 2016. У січні 2020 року вони розійшлися. У січні 2022 року Ріанна повідомила про вагітність від свого бойфренда ASAP Rocky. У 13 травня стало відомо, що вона народила сина, якому дали ім'я Різа Ателстон Майєрс . У 2023 у червоному костюмі на супербоулі натякнула на другу вагітність. 3 серпня вона народила другого сина Райота Роуза Майєрса. У 2025 на Met Gala знову показала себе вагітною.

## Ріанна та Україна
Уперше до України й до східної Європи взагалі співачка прибула в травні 2011 року в Донецьк на 75-річчя футбольного клубу «Шахтар».  
У липні 2024 року одягла хустку від українського дизайнера Руслана Багинського . 

## Дипломатична робота
28 вересня 2018 року Глава уряду Барбадосу Міа Моттлі призначила музичну виконавицю Ріанну Надзвичайною і Повноважною амбасадоркою Барбадосу в США.

## Дискографія

### Альбоми
- Music of the Sun (2005)
- A Girl Like Me (2006)
- Good Girl Gone Bad (2007)
- Rated R (2009)
- Loud (2010)
- Talk That Talk (2011)
- Unapologetic (2012)
- Anti (2016)

## Фільмографія

### Фільми
| Рік  | Назва                            | Оригінальна назва                           | Роль  | Примітки |
| ---- | -------------------------------- | ------------------------------------------- | ----- | -------- |
| 2006 | Добийся успіху 3: Все або нічого | Bring It On 3: All or Nothing               |       |          |
| 2012 | Морський Бій                     | Battleship                                  |       |          |
| 2013 | Кінець світу                     | The End of the World                        |       |          |
| 2014 | Енні                             | Annie                                       |       |          |
| 2015 | Дім                              | Home                                        |       |          |
| 2017 | Валеріан і місто тисячі планет   | Valérian and the City of a Thousand Planets | Баббл |          |
| 2018 | Вісім подруг Оушена              | Ocean's Eight                               |       |          |